# Circondario di Birkenfeld
Il circondario di Birkenfeld (targa BIR) è un circondario (Landkreis) della Renania-Palatinato, in Germania.
Comprende 3 città e 93 comuni.
Il capoluogo è Birkenfeld, il centro maggiore Idar-Oberstein.

## Storia
Fino al 1937 il circondario di Birkenfeld costituiva un'exclave del Libero Stato di Oldenburg ed era denominato "Landesteil Birkenfeld" (letteralmente "suddivisione regionale di Birkenfeld"). In tale anno, la cosiddetta "legge sulla Grande Amburgo" decretò la cessione del territorio alla Prussia come circondario della provincia del Reno.

## Geografia antropica
Tra parentesi gli abitanti al 31 dicembre 2021, il capoluogo della comunità amministrativa è contrassegnato da un asterisco.

### Città indipendenti
- Idar-Oberstein (grande città di circondario) (28 423)

### Comunità amministrative (Verbandsgemeinde)
- Verbandsgemeinde Baumholder, con i comuni:

1. Baumholder, città * (4 444)
2. Berglangenbach (447)
3. Berschweiler bei Baumholder (543)
4. Eckersweiler (171)
5. Fohren-Linden (347)
6. Frauenberg (373)
7. Hahnweiler (182)
8. Heimbach (1 040)
9. Leitzweiler (111)
10. Mettweiler (232)
11. Reichenbach (525)
12. Rohrbach (168)
13. Rückweiler (382)
14. Ruschberg (766)

- Verbandsgemeinde Birkenfeld, con i comuni:

1. Abentheuer (430)
2. Achtelsbach (399)
3. Birkenfeld, città * (7 075)
4. Börfink (163)
5. Brücken (1 258)
6. Buhlenberg (478)
7. Dambach (143)
8. Dienstweiler (328)
9. Elchweiler (99)
10. Ellenberg (96)
11. Ellweiler (322)
12. Gimbweiler (385)
13. Gollenberg (118)
14. Hattgenstein (246)
15. Hoppstädten-Weiersbach (3 568)
16. Kronweiler (306)
17. Leisel (530)
18. Meckenbach (113)
19. Niederbrombach (488)
20. Niederhambach (328)
21. Nohen (322)
22. Oberbrombach (404)
23. Oberhambach (247)
24. Rimsberg (117)
25. Rinzenberg (314)
26. Rötsweiler-Nockenthal (467)
27. Schmißberg (205)
28. Schwollen (427)
29. Siesbach (362)
30. Sonnenberg-Winnenberg (422)
31. Wilzenberg-Hußweiler (274)

- Verbandsgemeinde Herrstein-Rhaunen, con i comuni:

1. Allenbach (624)
2. Asbach (153)
3. Bergen (461)
4. Berschweiler bei Kirn (259)
5. Bollenbach (133)
6. Breitenthal (332)
7. Bruchweiler (510)
8. Bundenbach (841)
9. Dickesbach (417)
10. Fischbach (884)
11. Gerach (230)
12. Gösenroth (239)
13. Griebelschied (181)
14. Hausen (183)
15. Hellertshausen (197)
16. Herborn (501)
17. Herrstein * (799)
18. Hettenrodt (633)
19. Hintertiefenbach (325)
20. Horbruch (340)
21. Hottenbach (546)
22. Kempfeld (774)
23. Kirschweiler (1 031)
24. Krummenau (158)
25. Langweiler (243)
26. Mackenrodt (366)
27. Mittelreidenbach (747)
28. Mörschied (746)
29. Niederhosenbach (294)
30. Niederwörresbach (835)
31. Oberhosenbach (127)
32. Oberkirn (316)
33. Oberreidenbach (598)
34. Oberwörresbach (106)
35. Rhaunen (2 140)
36. Schauren (484)
37. Schmidthachenbach (380)
38. Schwerbach (49)
39. Sensweiler (425)
40. Sien (513)
41. Sienhachenbach (178)
42. Sonnschied (96)
43. Stipshausen (815)
44. Sulzbach (276)
45. Veitsrodt (708)
46. Vollmersbach (461)
47. Weiden (70)
48. Weitersbach (90)
49. Wickenrodt (166)
50. Wirschweiler (281)